# ウナール1世
ウナール1世またはフノルド、フナルド、フノアルド、クノアルド（フランス語: Hunald Ier、ドイツ語: Hunold, Hunaldo, Hunoald, Chunoaldo、756年没）は、アクィタニア公（在位：735年 - 745年）。
もとはメロヴィング朝フランク王国に任命された公の地位であったが、ウナール1世が父ウードから公位を受け継いだころにはメロヴィング朝の権威は地に落ちており、彼の公国はほとんど独立状態にあった。当時のフランク王国の事実上の支配者は宮宰カロリング家であり、ウナール1世は度々カール・マルテルの権威を受け入れさせられたが、一方で736年、742年、745年の3度にわたりフランク王国と戦った。しかしいずれも失敗し、最後の反乱ののち息子のワイファリに地位を譲って修道院に入った。その後ローマに移ったが、ランゴバルド王国の攻撃に巻き込まれ死亡した。
一部の歴史家は768年にウナール1世が修道院を出て再びアクィタニアを率いたとしているが、これはおそらく彼の孫ウナール2世と混同したものである。

## 公位継承
735年、ウナール1世は父ウード大公の死または退位を受けてアクィタニアを継承した。またこの頃は、弟のアットンも共同公であった。ウナール（フナルド）という名は、父や兄弟と同様に本来はゲルマン諸語の名前である。ウードの代で、アクィタニア公の支配領域はロワール川流域、ネウストリアやアウストラシアのオーヴェルニュにまで広がっていた。

## カール・マルテルとの関係
735年、フランク王国宮宰カール・マルテルがアクィタニアに侵攻した。彼は広範囲に軍を展開して、要塞化されていた中心都市ボルドーも占領した。この時にカール・マルテルが抵抗を受けたという記録はない。この遠征の目的は、強大なライバルだったウードがいなくなった機会にアクィタニアにフランク王国の支配を確立し、ウナール1世に臣従と貢納を誓わせるというものだった。9世紀初頭に成立した前メス編年記によれば、カール・マルテルはウナール1世にアクィタニア公位を与えた上で、ウナール1世とアットンに、自身とその息子カールマンやピピン3世に対する貢納を約束させた。目標を達したカール・マルテルは、ボルドーやウードの獲得地を含むアクィタニアの領土を奪わずに撤退した。
8世紀中盤から後半に著されたパルドゥルフス伝によれば、ウナール1世はウードからプリンケプスの称号を受け継いだが、カール・マルテルからはレガトゥスに任じられた。736年、ウナール1世とアットンの兄弟は協定を破り反乱を起こした。何度か戦闘がおこったのち、アットンはカール・マルテル軍に捕らえられオセール司教の元で投獄されたが脱出した。しかしウナール1世はこの弟を裏切り、ポワチエに呼び寄せて彼の目を潰し修道院に幽閉した。おそらくこの裏切りと引き換えに、カール・マルテルはウナール1世を許し公の地位にとどまることを許した。
ウナール1世とカール・マルテルの間の和平は後者が死去する741年まで続いたとされるが、それまでにも何度か小規模な紛争があったことが示唆されている。アニアーヌ編年記は10年以上後の752年から始まったピピン3世のナルボンヌ包囲戦においてウナール1世の子ワイファリがフランク軍を「彼の父がカール・マルテルに対してしたように」妨害したと述べている。この父世代の紛争とは、736年から739年にかけてカール・マルテルとキルデブラント1世の兄弟が数度行った、セプティマニアやプロヴァンスのウマイヤ朝勢力排除のための遠征の時期を指しているものと考えられる。737年にカール・マルテルはベール川の戦いでウマイヤ朝に大勝したが、ここで遠征の目的だったナルボンヌ攻略に移らず撤退したのは、ウナール1世がフランク軍の連絡線を脅かしたからである可能性がある。

## 742年の乱
ウナール1世が起こした最大の乱は742年のものだった。737年にフランク王テウデリク4世が死去してから空位期間が続いており、さらに前年にカール・マルテルが死去したことを受けて、彼はかねてよりひそかに同盟を組んでいたバイエルン公オディロやアレマンニア公テウデバルトと呼応して独立を回復した。これに対し、カールマンとピピン3世の兄弟は兵を挙げオルレアンでロワール川を渡り、ブールジュとロシュ城に向けて進軍した。偽フレデガリウス年代記は以下のように記している。
...ウードの息子クノアルド（ウナール）に率いられたアクィタニアのガスコン人が反乱を起こした。これをうけてカールマンとピピンの兄弟は連合軍を結成し、オルレアンでロアール川を渡った。彼らはローマ人を圧倒し、ブールジュに迫ってその近郊を焼いた。彼らは逃げるクノアルドを追い、その行く先々で略奪し荒廃させた。次に彼らはロシュ城を標的に定め、これを落として破壊し更地にし、守備兵を捕虜とした。彼らの完勝であった。そして彼らは戦利品を分け合い、住民を捕虜とし（そして）同年の秋に帰還した...

年代記中のガスコン人（バスク人）という記述は、ウナール1世と同盟していたガスコン人を指すものとされる。当時ヴァスコニア（ガスコーニュ）はアクィタニアの一部だった。アクィタニアを去る前に、カールマンとピピン3世の兄弟は旧ポワチエで会談し、2人でフランク王国を分割することと、異母兄弟グリフォを投獄することを決めた。この分割にアクィタニアは含まれておらず、結果としてアクィタニアの自治の存続を認める形となった。
742年秋にカールマンとピピン3世がアクィタニアを去ると、それまで逃げ回っていたウナール1世は同盟者のバイエルン公オディオを支援するため、ロワール川を越えて逆侵攻しシャルトルを奪った。この時、当時のシャルトル大聖堂が焼かれ灰燼に帰したという。なお、これはシャルトルの教会が大聖堂になったことを示す最古の記録でもある。ウナール1世がこのシャルトル攻略までに抵抗を受けたとする記録はない。743年初頭、カールマンとピピン3世はキルデリク3世をフランク王に衰退し、6年に及んだ空位期間を終わらせた。これはこの時点でウナール1世に対抗する手段が乏しく、王の名のもとに兄弟の権威を増すことが目的だった。

## 降伏と引退、死
754年、カールマンとピピン3世は再度アクィタニアに侵攻した。前メッツ編年記によると、ウナール1世はカロリング軍には敵いようがないと悟り、兄弟のあらゆる意向に従うことを誓うとともに、人質と貢納金を送った。屈辱を負ったウナール1世は冠を脱いでアクィタニア公を捨て、レ島の修道院に引退した。彼の息子ワイファリが後を継いだ。
752年ごろ、ウナール1世はローマに赴き、郊外のサン・ピエトロ大聖堂に隣接する修道院に入った。756年、ランゴバルド王アイストゥルフがローマを攻撃した際、無防備だったローマ近郊も襲われ、ウナール1世はここで戦死した。経験豊富な指揮官だったウナール1世は大聖堂の守備兵を率いたが、敵の投石にあたり死んだとされる。
ウナール1世は、12世紀のフランスの武勲詩に登場するユオン・ド・ボルドーのモデルだと考えられている。